# 莫斯巴赫河 (雷根縣)
49°03′46″N 13°04′51″E / 49.0626914°N 13.08071226°E

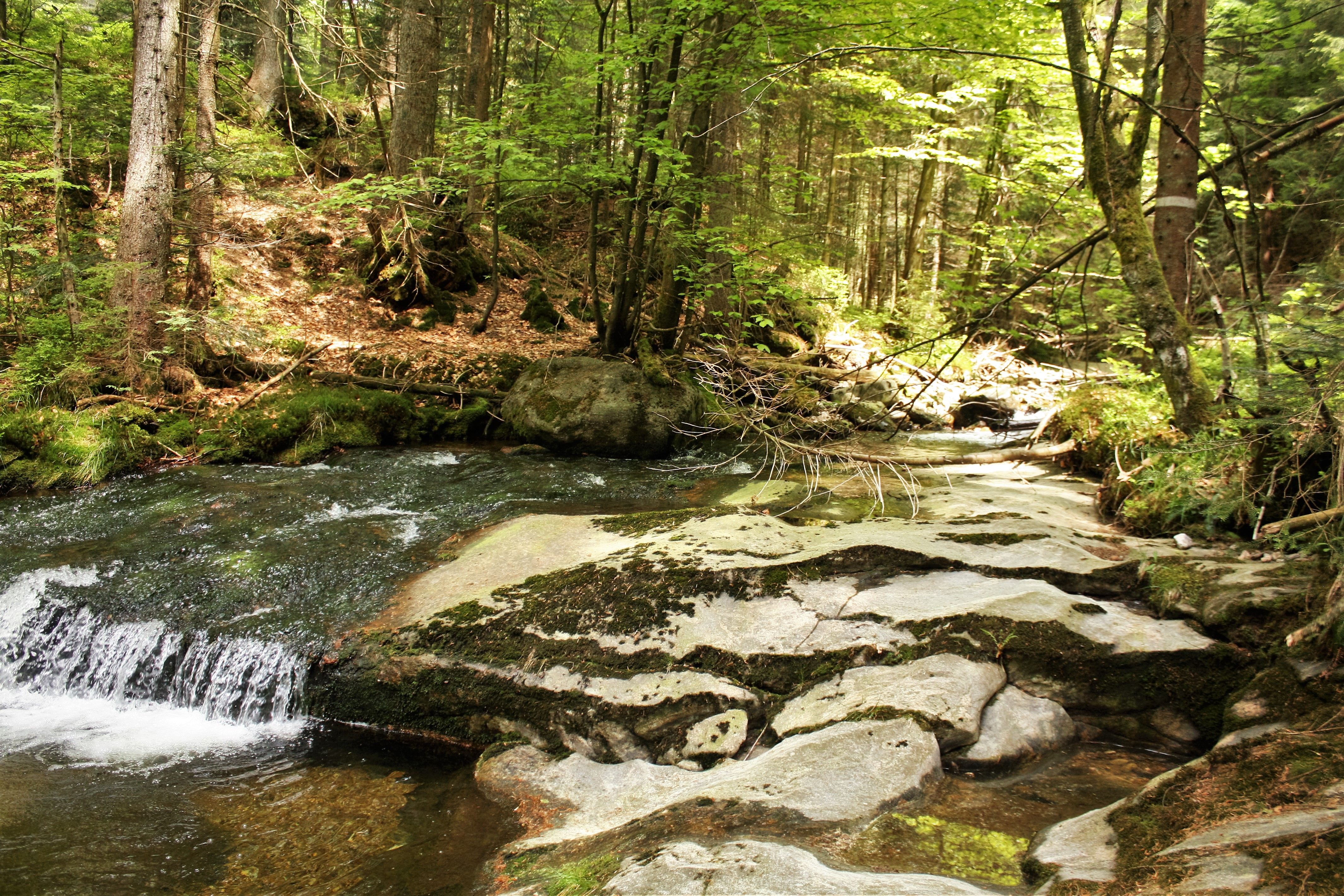

莫斯巴赫河（德語：Moosbach），是德國的河流，位於該國東南部，由巴伐利亞負責管轄，屬於多瑙河的支流，發源自大阿爾伯山，流經雷根縣，處於博登邁斯。